# Kyle Lafferty
Kyle Lafferty (Enniskillen, Irlanda del Norte, 16 de septiembre de 1987) es un futbolista norirlandés. Juega como delantero en el Johnstone Burgh F. C. de la West of Scotland Football League.
También es internacional con la selección de fútbol de Irlanda del Norte. Debutó con la selección norirlandesa en el año 2006. Desde ese momento ha jugado 89 partidos, en los que anotó en 20 ocasiones.
Comenzó su carrera en el Burnley Football Club inglés, con el que jugó un total de 83 partidos. Luego, firmó con el Rangers F. C. el 16 de junio de 2008, por 3,25 m £. En su primera temporada con el club escocés ganó la Premier league escocesa y la Copa de Escocia. Tras cuatro temporadas en el club, y luego de rechazar unirse a la nueva entidad formada después de la desaparición de la anterior, firmó en junio de 2012 por el F. C. Sion.

## Trayectoria

### Inicios en Inglaterra
En 2004, se unió al equipo juvenil del Burnley Football Club de la Championship. En la temporada siguiente, gracias a que causó una buena impresión, subió al primer equipo. Tuvo su debut profesional, el 6 de agosto de 2005, en la derrota 2-1 de su equipo contra Crewe Alexandra, sustituyendo a Garreth O'Connor.
En enero de 2006 se unió al Darlington F. C. Con su nuevo club jugó 9 partidos en los que anotó 3 goles, contando un gol en su debut contra el Notts County. Tras un corto paso con el equipo de Nottingham, regresó al Burnley en abril de 2006.
El 30 de abril de 2006 anotó su primer gol con el Burnley, el empate 1-1 contra el Luton Town. Durante su estancia en Burnley jugó 56 partidos, en los que anotó en 10 ocasiones.

### Rangers F. C.

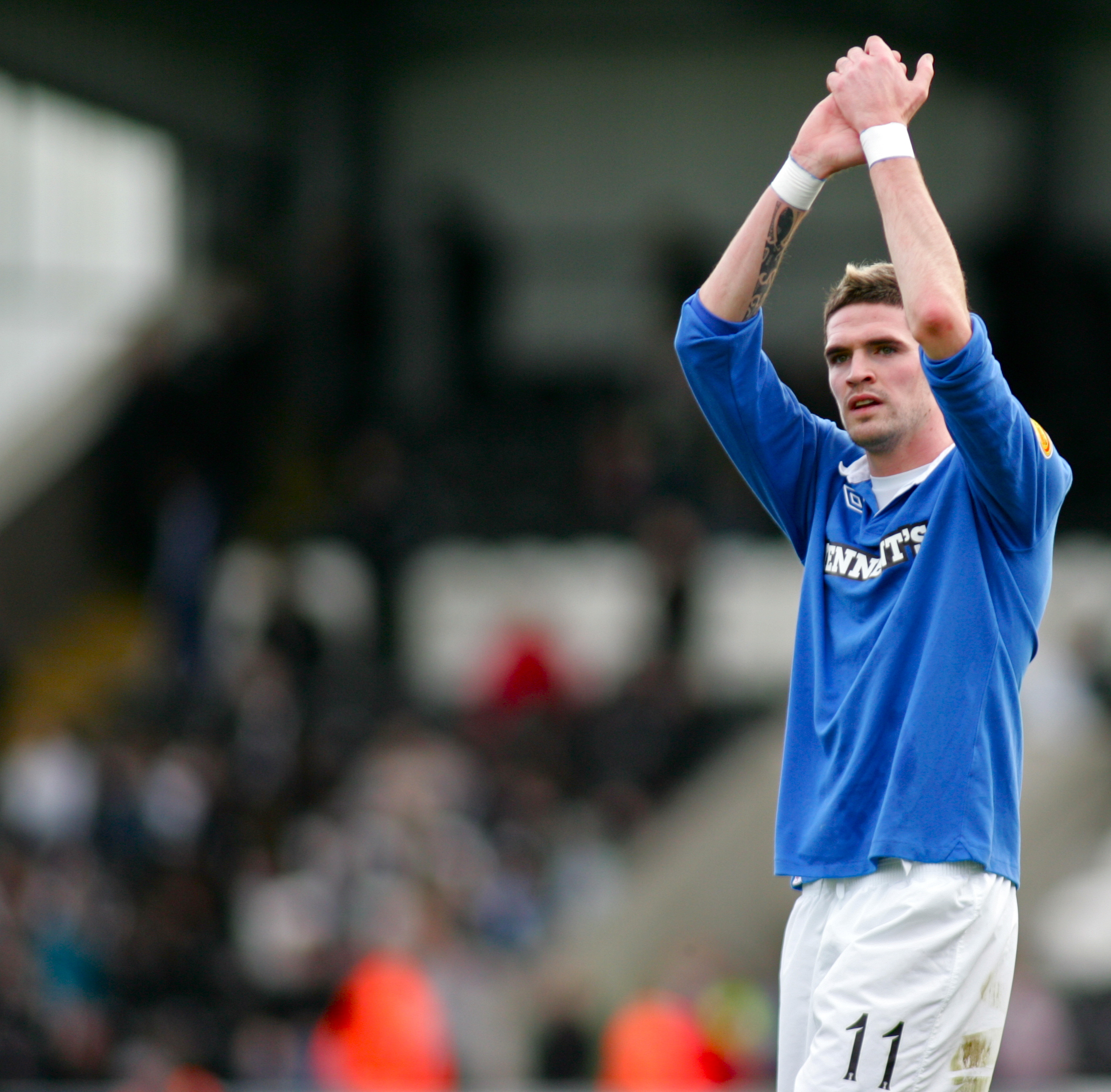
Lafferty con la camiseta del Rangers F. C. durante un encuentro disputado en noviembre de 2010.

El 16 de junio de 2008, Burnley aceptó una oferta de tres millones de libras esterlinas más el traspaso de Alan Gow por Lafferty, pero el traspaso de Gow terminó cayéndose. Lafferty pudo trasladarse a Glasgow, luego de que sacaran de la oferta al delantero escocés. Debutó oficialmente el 5 de agosto de 2008, en un partido de la Liga de Campeones de la UEFA contra el F. B. K. Kaunas. Su primer gol con los Gers fue en su segundo partido en la Premier league escocesa contra el Heart of Midlothian, el 16 de agosto de 2008.
El 16 de mayo de 2009, en el penúltimo partido de liga en la temporada 2008-09, Lafferty estuvo involucrado en un altercado con el jugador del Aberdeen, Charlie Mulgrew. Ambos disputaron el balón, lo que dio lugar a que Lafferty reaccionara como si hubiera recibido un cabezazo. Tras esto, el árbitro Stuart Dougal expulsó a Mulgrew por conducta violenta, sin embargo, las imágenes de televisión demostraron que no hubo contacto entre los dos jugadores. Finalmente el Rangers ganó el encuentro por 2-1. Después de revisar el incidente el entrenador del Rangers Walter Smith, expresó su decepción por la conducta de Lafferty.  Dos días más tarde se supo que el Rangers había multado a Lafferty por su participación en el incidente. El caso fue llevado a la asociación escocesa de fútbol, con el fin de rescindir la tarjeta roja de Mulgrew y tomar acciones contra el jugador del Rangers por su simulación. El 7 de agosto de 2009 Lafferty recibió tres partidos de suspensión por la simulación, siendo la primera vez que la SFA toma acción en un caso como este.
El 25 de abril de 2010, Lafferty marcó el gol del triunfo en la victoria 1-0 sobre el Hibernian, lo que le aseguró el título de la Premier League al Rangers, a un partido de acabar el campeonato. Después, el 22 de agosto del mismo año, Lafferty fue expulsado junto a su contrincante Kevin McBride en el mismo estadio, el Easter Road. Tras esto, marcó su primera tripleta con el Rangers, en la victoria 7-2 frente al Dunfermline Athletic.  Luego de la tripleta, Kyle comenzó a marcar con regularidad con su equipo, anotando en la victoria 4-0 sobre el Dundee United F. C.,  antes de ser criticado por no definir las oportunidades que tuvo en el Old Firm jugado en Ibrox, el 24 de abril de 2011. Luego marcó en tres partidos seguidos, frente al Motherwell, al Hearts y el Dundee United. El 15 de mayo de 2011 marcó su segunda tripleta frente al Kilmarnock, en un partido que acabó en la victoria 5-1 que definió el tricampeonato del Rangers. El 18 de septiembre de 2011, marcó su primer gol en un Old Firm, en la victoria 4-2 contra el Celtic. En junio de 2012 fue uno de varios jugadores de Rangers que rechazaran el traspaso de su contrato a la nueva corporación creada luego de que el club fuese liquidado.

### F. C. Sion
Luego de que rechazara el traspaso de su contrato a la nueva corporación Rangers, Lafferty se unió al F. C. Sion de la Superliga Suiza en la temporada 2012-2013, jugando 28 partidos y anotando 8 goles.

### US Palermo
En la temporada 2013-2014 fue fichado por el US Palermo que había descendido la temporada 2012-2013 a la Serie B italiana. Lafferty tuvo un buen año, jugando 36 partidos y anotando 12 goles, logrando el club el ascenso a la Serie A en una sola temporada.

### Norwich City
Regreso a Inglaterra la siguiente temporada 2014-2015 y se unió al Norwich City de la FL Championship, donde no le fue muy bien, jugando un total de 20 encuentros anotando un solo gol.

### Çaykur Rizespor
Laffery se unió para la temporada 2015-2016 al club turco Çaykur Rizespor de la Süper Lig, la principal liga de Turquía. 

## Selección nacional
A principios de 2006 representó a Irlanda del Norte sub-19 en la Copa Milk. Ese mismo año, recibió su primer llamado para jugar en la selección adulta, en una gira por Estados Unidos donde disputaron encuentros amistosos contra Rumania y Uruguay. Anotó su primer gol con Irlanda del Norte en un encuentro amistoso contra Finlandia, el 16 de agosto de 2006.
Durante las clasificatorias para la Eurocopa 2008 Lafferty se desempeñó como segundo delantero, acompañando a David Healy. Durante las clasificatorias anotó su primer gol en una competencia internacional frente Liechtenstein, el 23 de agosto de 2007. Luego, el 17 de octubre del mismo año, consiguió marcar el empate 1-1 frente a Suecia, lo que permitió mantener la incertidumbre hasta el final sobre que equipos -en el grupo F- clasificaron a la Eurocopa 2008. Finalmente y tras perder 1-0 contra España, Irlanda del Norte acabó tercera en su grupo, no clasificando a la competencia europea.
Actualmente es el goleador de su selección con 7 goles, en la clasificatorias para la Eurocopa 2016, donde Irlanda del Norte en gran campaña, clasificó a la Eurocopa a disputarse en Francia, liderando el Grupo F de la Clasificación para la Eurocopa 2016. Es la primera vez en su historia, que los Norirlandeses logran clasificarse a una Eurocopa.

## Vida privada
Lafferty se casó con la ex Miss Escocia Nicola Mimnagh el 2 de junio de 2012. Tienen un hijo al que bautizaron como Taylor James Lafferty.

## Clubes
| Club                           | País              | Año       |
| ------------------------------ | ----------------- | --------- |
| Burnley F. C.                  | Inglaterra        | 2005-2008 |
| Darlington F. C. (cedido)      | Inglaterra        | 2006      |
| Rangers F. C.                  | Escocia           | 2008-2012 |
| F. C. Sion                     | Suiza             | 2012-2013 |
| U. S. Palermo                  | Italia            | 2013-2014 |
| Norwich City F. C.             | Inglaterra        | 2014-2017 |
| Çaykur Rizespor (cedido)       | Turquía           | 2015      |
| Birmingham City F. C. (cedido) | Inglaterra        | 2016      |
| Heart of Midlothian F. C.      | Escocia           | 2017-2018 |
| Rangers F. C.                  | Escocia           | 2018-2019 |
| Sarpsborg 08 FF                | Noruega           | 2019-2020 |
| Sunderland A. F. C.            | Inglaterra        | 2020      |
| Reggina 1914                   | Italia            | 2020-2021 |
| Kilmarnock F. C.               | Escocia           | 2021      |
| Anorthosis Famagusta           | Chipre            | 2021      |
| Kilmarnock F. C.               | Escocia           | 2022-2023 |
| Linfield F. C.                 | Irlanda del Norte | 2023      |
| Johnstone Burgh F. C.          | Escocia           | 2023-     |

## Palmarés

### Campeonatos nacionales
| Título                     | Club          | País    | Año     |
| -------------------------- | ------------- | ------- | ------- |
| Premier League de Escocia  | Rangers F. C. | Escocia | 2008-09 |
| Copa de Escocia            | Rangers F. C. | Escocia | 2008-09 |
| Copa de la Liga de Escocia | Rangers F. C. | Escocia | 2009-10 |
| Premier League de Escocia  | Rangers F. C. | Escocia | 2009-10 |
| Copa de la Liga de Escocia | Rangers F. C. | Escocia | 2010-11 |
| Premier League de Escocia  | Rangers F. C. | Escocia | 2010-11 |